# Discours de Richard Nixon du 23 septembre 1952

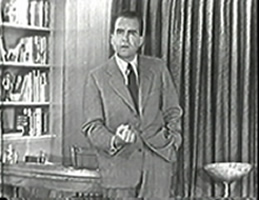
Richard Nixon lors de son allocution télévisuelle du 23 septembre 1952.

Le discours de Richard Nixon du 23 septembre 1952, plus communément appelé « Checkers Speech » aux États-Unis, est une allocution télévisuelle et radiophonique prononcée par le sénateur américain de Californie lors de sa candidature pour le Parti républicain à la vice-présidence des États-Unis d'Amérique.

## Contenu
Ce discours fait écho à des accusations de pots-de-vin et d'irrégularités concernant le financement de sa campagne. Afin de se laver des soupçons qui pèsent sur lui, Nixon prononce à la télévision devant 60 millions d'Américains un discours d'une demi-heure dans lequel il s'explique sur son fonds électoral, donne des indications, malgré les réticences de sa femme, sur son patrimoine, le prix de sa maison et de sa voiture, rappelle ses racines modestes.
Durant le discours, afin de taire ce qui est dit sur les dons qu'il aurait perçu, il admet n'avoir accepté qu'un seul don, un petit chien pour ses enfants que ceux-ci, au vu de sa couleur noir et blanc, ont nommé « Checkers » (jeu de dames en anglais américain).

## Sources
- (en) Cet article est partiellement ou en totalité issu de l’article de Wikipédia en anglais intitulé « Checkers speech » (voir la liste des auteurs).